# رونالد أيريش
رونالد أيريش (بالإنجليزية: Ronald Irish)‏ هو شخصية أعمال أسترالي، ولد في 26 مارس 1913، وتوفي في 17 يوليو 1993.